# Испанское каприччио
«Испанское каприччио» — симфоническая сюита в пяти частях Николая Андреевича Римского-Корсакова, написанная в 1887 году. Впервые прозвучала в Санкт-Петербурге 31 октября (12 ноября) 1887 года под управлением автора.
Источник вдохновения Римского-Корсакова не вполне очевиден, в Испании он не бывал. Возможно, на мысль написать произведение на испанские темы его навела Испанская симфония Эдуара Лало. Согласно записям самого композитора, существенно ранее он
…задумал написать ещё виртуозную скрипичную пьесу с оркестром на испанские темы, но, сделав некоторый набросок её, оставил эту мысль, предпочитая написать впоследствии на эти же темы пьесу оркестровую с виртуозной инструментовкой.
Первая часть — «Альборада» (от стар.названия утренней песни Alba) — основана на народной мелодии в инструментальном наигрыше провинции Астурия. Песня Alba обозначает приветствие солнцу, которая исполняется на флейте или волынке с ударными. Её композитор заимствовал из сборника Инценги и Римский-Корсаков не только сохранил мелодию, но и сопровождении с ритмом. Мелодия звучит в tutti, которая сменяется камерными звучанием отдельных групп.
Вторая часть — «Вариации» основанные на астурийском Вечернем танце. Изначальная мелодия немного изменена, но сохраняет неторопливый характер. Во второй вариации Однако Потом звучит опять tutti, в котором та же мелодия звучит страстно и патетически.
Третья часть — снова «Альборада» в мощном, еще более ярком, чем в первой части, звучании.
Четвертая часть — «Сцена и песня гитаны» — основана на андалузской песне-пляске. Она открывается призывной фанфарой и непрерывной дробью малого барабана. Потом звучит большая каденция солирующей скрипки и каденции других солирующих инструментов — флейты, кларнета, арфы, и лишь после этого начинается темпераментная цыганская пляска.
Заключительная часть — «Астурийское фанданго» — начинается сразу мощным tutti, сквозь которое прорезается тема тромбонов. В этой части звучит пляска как бы обобщая всю музыкальную картину, появляются темы предшествующих частей: две мелодии гитаны, а в коде — стремительная альборада.